# Вертоградова, Виктория Викторовна
Викто́рия Ви́кторовна Вертогра́дова (род. 27 июня 1933, Москва) — советский и российский литературовед, востоковед-индолог, доктор филологических наук, ведущий научный сотрудник Института востоковедения РАН, специалист по проблемам древнеиндийской филологии, поэтики, культуры и искусства.

## Биография
Родилась 27 июня 1933 г. в Москве.
В 1951 г. поступила на филфак МГУ, где изучала санскрит под руководством проф. М. Н. Петерсона. В 1956 г. окончила филологический факультет МГУ по специальности «классическая филология». До 1961 г. училась в аспирантуре Института Востоковедения АН СССР (научный руководитель проф. Ю. Н. Рерих, затем — Т. Я. Елизаренкова). В 1964 г. защитила кандидатскую диссертацию «Структурная типология некоторых среднеиндийских фонологических систем».
С 1961 г. работает научным сотрудником Института Востоковедения АН СССР.
В 1996 г. защитила докторскую диссертацию по монографии «Индийская эпиграфика из Кара-тепе. Проблемы дешифровки и интерпретации».
Разработаны лекционные курсы «Санскрит и санскритская литература», «Язык пали и палийская литература», «Ведийский язык и литература», «Структуры повседневной жизни в древней Индии», «Введение в языкознание (историко-культурный подход)», «Семиотика и лингвистика», «Введение в изучение визуальной культуры Древней Индии».
Член международной санскритологической комиссии.

## Научная деятельность
Основная область научных интересов — древнеиндийская филология, культура и искусство.
Важную роль в исследовательской деятельности сыграло предпринятое автором описание литературных среднеиндийских языков — пракритов (I—III вв. н. э.), имевших большое значение для становления индийской культуры. Описание дано на фонологическом, фонетическом, морфологическом и синтаксическом уровнях.
Изучение среднеиндийских языков автором сделало возможным исследования по пракритской фонологии и поэтике, что нашло выражение в приобщении к комплексу источников антологии «Саттасаи».
Основой для докторского исследования стало участие в раскопках буддийского пещерного монастыря в Кара-тепе (Узбекистан), расшифровка и публикация корпуса пракритских надписей I в. н. э. Важным итогом стала разработка теоретической модели индийского эпиграфического текста. В результате дешифровки надписей из Старого Термеза (Кара-тепе) были выявлены новые эпизоды в истории буддизма в древней Бактрии. Автор стал активно интересоваться проблемами социоскрипторики, бытия алфавита в культуре.
В. В. Вертоградовой были впервые переведены несколько санскритских трактатов по искусству, проанализированы принципы формирования индийского текста по теории и технике живописи.

### Основные работы
Книги
- Структурная типология среднеиндийских фонологических систем. М.: Наука. 1967. 130 с.
- Индийская лирика II—X веков. М. Наука, 1978. 208 с. (совм. с Ю. М. Алихановой).
- Пракриты. (Серия «Языки народов Азии и Африки»). М., 1978. 109 с. 2-е изд., репр. М.: ВЛ, 2002. 104 с.
- Индийская эпиграфика из Кара-тепе в Старом Термезе: Пробл. дешифровки и интерпретации. М. : Изд. фирма «Вост. лит.», 1995. 159,[1] с.
- Живопись древней Индии по «Читрасутре» из «Вишнудхармоттарапураны» — теория и технология. М.: Наука, 2014. 224 с.

Статьи
- К интерпретации среднеиндийских интервольных фрикативных // ВЯ. 1964. № 1. С. 109—115.
- Древнеиндийские языки и письменность // Культура древней Индии. М.: Наука, 1978. С. 166—172.
- Виная-питака: Магавагга. Дигха-никая: Тевидджа-сутта / Пер. и комм. В. В. Вертоградовой // Хрестоматия по истории древнего Востока. Ч. 2. М., 1980.
- Индийские надписи и надписи неизвестным письмом из Кара-Тепе в старом Термезе: [Секция 3. XXXI Междунар. конгр. по гуманитар. исслед. Азии и Африки, 31 авг. — 7 сент. 1983 г. Токио-Киото]. М. : Наука, 1983. 87 с.
- Планиметрические модели в древнеиндийской живописи (вербальный текст и стенопись) // Индия — Тибет: текст и вокруг текста. М., 2004[2].
- Алфавитный принцип и индийская устная традиция // Вопросы философии. 2014. № 6. С. 173—175.
- Ступа в архитектуре древней и средневековой Индии: номинация и трансформация смыслов // История и теория культуры: Альманах. М., 2018. Т. 2[4].